# شعب الإوي
شعب الإوي (لغة الإوي: Eʋeawó ، أضاءوا «شعب الإيوي»؛ أو Mono Kple Volta Tɔ́sisiwo Dome ، أضاءوا «أمة الإيوي»، و «إينيغبا» إويلاند) هي مجموعة عرقية إفريقية. أكبر عدد من سكان الإوي هم في غانا حيث يبلغ عددهم (3.3 مليون)، وثاني أكبر عدد من السكان في توغو (2 مليون). يتحدثون لغة الإيوي (Ewe: Eʋegbe) التي تنتمي إلى عائلة لغات Gbe Niger-Congo. وهي مرتبطة بالناطقين الآخرين بلغات Gbe مثل الفون والجنرال والفلا فيرا وشعب أجا في توغو وبنين.